# احمدآباد (پاکستان)
احمدآباد (به انگلیسی: Ahmadabad) یک شهر در پاکستان است که در Depalpur واقع شده‌است.